# 小行星22495
小行星22495（22495 Fubini）是一颗绕太阳运转的小行星，为主小行星带小行星。该小行星于1997年5月6日发现。

## 轨道参数
小行星22495的轨道半长轴为2.8105919 UA，离心率为0.154。